# Yadoa feae
Yadoa feae – gatunek kosarza z podrzędu Laniatores i rodziny Assamiidae. Jedyny znany przedstawiciel monotypowego rodzaju Yadoa.

## Występowanie
Gatunek występuje w Birmie.